# Musica per il funerale della regina Maria
La Musica per il funerale della regina Maria (Music for the funeral of Queen Mary) è una composizione del 1695 di Henry Purcell, scritta per il funerale della regina Maria II d'Inghilterra. Prevede un organico con quattro trombe, organo e coro a quattro voci.
Fu eseguita per la prima volta il 5 marzo 1695 al funerale della regina, morta in dicembre di vaiolo, mentre la prima edizione a stampa uscì nel 1724 a cura di William Croft. Parte della composizione accompagnò, nel novembre 1695, il funerale dello stesso Purcell.

## Struttura
La composizione consta di varie parti in forma di marcia, inno e canzona, e presenta struttura circolare: la marcia apre e chiude la composizione, mentre all'interno si alternano due canzone e tre funeral sentences cantate, secondo lo schema che segue.
1. Marcia
2. Funeral sentence «Man that is born»
3. Canzona
4. Funeral sentence «In the midst of life»
5. Canzona
6. Funeral sentence «Thou knowest, Lord, the secrets of our hearts»
7. Marcia

I testi delle funeral sentences sono tratti dal Libro delle preghiere comuni del 1662.
La marcia, che rappresenta il primo esempio storico noto di marcia funebre, è stata popolarizzata dall'arrangiamento di Walter Carlos che accompagna le scene nel Korova Milk Bar e nella scena di pestaggio nel bosco dopo il rilascio, ad opera degli ex-drughi ora tutori dell'ordine in Arancia meccanica di Stanley Kubrick (1971).